# 고분투
고분투(Gobuntu)는 우분투 운영 체제의 단명한 공식 파생판으로, 온전히 자유 소프트웨어로 구성되는 배포판을 제공하기 위해 만들어졌다. 2007년 10월 처음 출시되었다.
우분투가 현재 "자유 소프트웨어 전용" 인스톨러 옵션을 포함하고 있기 때문에 고분투 프로젝트는 2008년 초 구식화되었다. 그 결과 캐노니컬은 고분투 프로젝트를 버전 8.04에서 중단하기로 공식 결정하였다.
2009년 3월, 고분투 8.0.4가 고분투의 마지막 정식판으로 발표되었다. 이 프로젝트는 주류의 우분투로 통합되어 별도의 배포판을 가질 필요가 없게 되었다.